# Mar de nubes

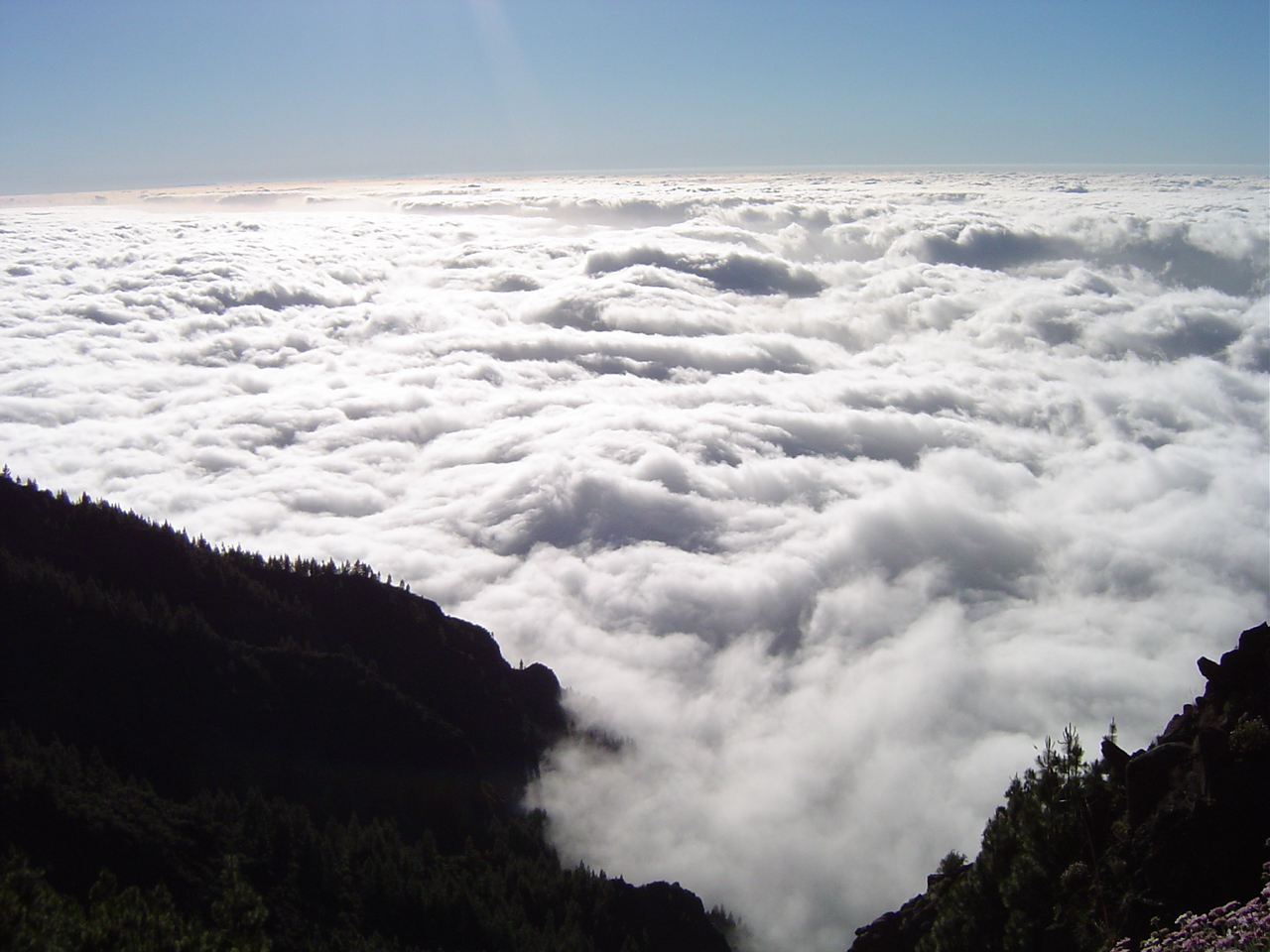
Mar de nubes en la isla de Tenerife (Canarias, España).

Un mar de nubes es un efecto natural creado por una capa cubierta de nubes estratocúmulos, vista desde arriba, con una parte superior relativamente uniforme que muestra ondulaciones de longitudes muy diferentes que se asemejan a las olas del mar. Un mar de niebla, por su parte, se forma a partir de nubes estratos o niebla y no muestra ondulaciones.
En ambos casos, el fenómeno se parece mucho al del mar abierto. La comparación es aún más completa si algunos picos de montaña se elevan por encima de las nubes, asemejándose así a islas.

## Formación
Un mar de nubes se forma generalmente en valles o sobre el mar en condiciones de masas de aire muy estables, como en una inversión térmica. La humedad puede entonces alcanzar la saturación y la condensación da lugar a una nube estratocúmulo, nube estratos o niebla muy uniforme. Por encima de esta capa, el aire debe estar seco. Esta es una situación habitual en una zona de alta presión con enfriamiento en la superficie por enfriamiento radiativo durante la noche en verano o por advección de aire frío en invierno o en una capa marina.
A cierta altura y en determinados períodos del día, el mar de nubes adquiere una tonalidad ligeramente azulada, razón de que los excursionistas menos acostumbrados lo confundan con el mar y supongan, erróneamente, que se hallan a una altitud inferior a la real.

## Mar de nubes en Canarias
El mar de nubes es un fenómeno recurrente en la cara norte de las islas más montañosas del archipiélago canario (España). En este caso su formación viene determinada por los vientos alisios, los cuales empujan a las nubes contra las laderas montañosas. Cuando se observa desde la cumbre, estas nubes provocan la ilusión de un mar tranquilo y esponjoso debido a una acumulación horizontal de estratocúmulos a baja altura (aproximadamente entre los 500 y los 1500 m), causada por vientos marítimos cargados de humedad en su sector inferior. Ello explica el fenómeno de la inversión térmica, merced al cual se registran temperaturas más altas por encima de la cota de los 1500 m que en el tramo inferior cubierto por el mar de nubes.
El mar de nubes en las islas Canarias condiciona la vegetación y el paisaje. Así pues, las laderas afectadas por este fenómeno están cubiertas por un denso bosque de laurisilva, el cual es alimentado por la humedad constante que aportan estas nieblas, que forman una llamada "lluvia horizontal".  